# Список дополнительных эпизодов телесериала «Доктор Кто»
«Доктор Кто» — британский научно-фантастический телесериал производства BBC, широко популярный со времени своего запуска в 1963 году. Помимо основных серий и рождественских спецвыпусков в сериале имеется большое количество специальных выпусков и миниэпизодов, транслировавшихся по телевидению, в интернете или выпущенных на DVD, равно как и видеоигр.

## ТВ-эпизоды
| «Передряга с сонтаранцами» «A Fix with Sontarans» | 1 эпизод (9 минут)               | Маркус Мортимер             | Эрик Сэйвуд                                  | 23 февраля 1985                    |
| Сегмент программы «Jim'll Fix It» с Колином Бейкером в роли Шестого Доктора и Джанет Филдинг в роли Тиган Джованка. |                                  |                             |                                              |                                    |
| Специальный выпуск «Исследуя науку» |                                  |                             |                                              |                                    |
| «Исследуя космос» «Search Out Space» | 1 эпизод (20 минут)              | Стюарт Берри-Энн Биллингсли | Ламброс Аттешлис Стюарт Берри-Энн Биллингсли | 21 ноября 1990                     |
| Специальный выпуск детской образовательной программы «Исследуя науку» с Сильвестром Маккоем в роли Седьмого Доктора, Софи Алдред в роли Эйс и Джоном Лисоном в роли K-9.                                                               |                                  |                             |                                              |                                    |
| Специальный выпуск «Дети в нужде» |                                  |                             |                                              |                                    |
| «Измерения во времени» «Dimensions in Time» | 2 эпизода (всего 13 минут)       | Стюарт Макдональд           | Джон Нейтан-Тёрнер Дэвид Роуден              | 26—27 ноября 1993                  |
| Специальный эпизод «Дети в нужде» к 30-летию сериала. В эпизодах появляются Джон Пертви, Том Бейкер, Питер Дэвисон, Колин Бейкер и Сильвестр Маккой в роли Докторов, а также множество спутников.                                      |                                  |                             |                                              |                                    |
| Специальный выпуск «Разрядка смехом» |                                  |                             |                                              |                                    |
| «Доктор Кто и проклятие неизбежной смерти» «Doctor Who and the Curse of Fatal Death» | 4 части (всего 23 минуты)        | Джон Хендерсон              | Стивен Моффат                                | 12 марта 1999                      |
| Спецвыпуск для программы «Разрядка смехом». В ролях: Роуэн Аткинсон, Ричард Грант, Джим Бродбент, Хью Грант, Джоанна Ламли в роли Докторов и Джонатан Прайс в роли Мастера.                                                            |                                  |                             |                                              |                                    |
| Специальный выпуск «Дети в нужде» |                                  |                             |                                              |                                    |
| «Заново рождённый» «Born Again» | 1 спецвыпуск (7 минут)           | Эйрос Лин                   | Расселл Ти Дейвис                            | 18 ноября 2005                     |
| Доктор только что регенерировал, но сможет ли Роза поверить, что человек с другим лицом — это Доктор? |                                  |                             |                                              |                                    |
| Интерактивный эпизод |                                  |                             |                                              |                                    |
| «Атака Граска» «Attack of the Graske» | 14-минутный интерактивный эпизод | Эшли Уэй                    | Гарет Робертс                                | 25 декабря 2005                    |
| Люди в опасности: Граск похищает и заменяет их. Только спутник (игрок) может остановить его! (Играть на сайте BBC) |                                  |                             |                                              |                                    |
| Специальный анимационный выпуск «Весь „Доктор Кто“» |                                  |                             |                                              |                                    |
| «В поисках бесконечности» «The Infinite Quest» | 13 эпизодов (всего 45 минут)     | Гэри Расселл                | Алан Барнс                                   | 2 апреля—30 июня 2007              |
| Доктор и Марта отправляются в путешествие, чтобы найти ключи к Бесконечности — легендарному космическому кораблю, исполняющему любые желания. Однако злобный преступник Бальтазар тоже ищет судно.                                     |                                  |                             |                                              |                                    |
| Специальный выпуск «Дети в нужде» |                                  |                             |                                              |                                    |
| «Раскол во времени» «Time Crash» | 1 спецвыпуск (8 минут)           | Грэм Харпер                 | Стивен Моффат                                | 16 ноября 2007                     |
| Сразу после окончания серии «Последний Повелитель Времени» в ТАРДИС встречаются два Доктора: Пятый и Десятый. |                                  |                             |                                              |                                    |
| Специальный выпуск «BBC Proms» |                                  |                             |                                              |                                    |
| «Музыка сфер» «Music of the Spheres» | 1 миниэпизод (7 минут)           | Эйрос Лин                   | Расселл Ти Дейвис                            | 27 июля 2008 1 января 2009         |
| Специальный эпизод, выпущенный для концерта «Доктора Кто» на BBC Proms. |                                  |                             |                                              |                                    |
| Специальный выпуск «Сегодня вечером» |                                  |                             |                                              |                                    |
| «Доктор Кто: Сегодня вечером» «'Doctor Who: Tonight's the Night'» | 1 миниэпизод (3 минуты)          | Элис Траутон                | Расселл Ти Дейвис                            | 23 мая 2009                        |
| Специальный эпизод для программы «Сегодня вечером», написанный для победителя конкурса талантов. В ролях: победитель соревнования Тим Ингхэм в роли Сао-Тил, Джон Бэрроумен в роли Джека Харкнесса и Дэвид Теннант в роли самого себя. |                                  |                             |                                              |                                    |
| Анимационный сериал |                                  |                             |                                              |                                    |
| «Страна грёз» «Dreamland» | 6 эпизодов (всего 45 минут)      | Гэри Расселл                | Фил Форд                                     | 21—26 ноября 2009 5 декабря 2009   |
| В 1947 году Доктор попадает на секретную базу в США «Страна Грёз» (Зона 51). |                                  |                             |                                              |                                    |
| Специальный выпуск «National Television Awards» |                                  |                             |                                              |                                    |
| «Доктор Кто: National Television Awards» «Doctor Who: National Television Awards» | 1 спецвыпуск (3 минуты)          | Ричард Сениор               | Стивен Моффат                                | 26 января 2011                     |
| Миниэпизод, снятый как введение к 16-й церемонии вручения премии National Television Awards с участием Мэтта Смита в роли Доктора и ведущего церемонии Дермота О'Лири.                                                                 |                                  |                             |                                              |                                    |
| Специальные выпуски «Разрядка смехом» |                                  |                             |                                              |                                    |
| «Пространство» «Время» «Space» «Time'» | 2 спецвыпуска (всего 6 минут)    | Ричард Сениор               | Стивен Моффат                                | 18 марта 2011                      |
| Доктор, Эми и Рори оказались во временной петле из-за материализации ТАРДИС внутри самой себя. |                                  |                             |                                              |                                    |
| Специальный выпуск «Доктор Кто: Конфиденциально» |                                  |                             |                                              |                                    |
| «Смерть — единственный ответ» «Death Is the Only Answer» | 1 серия (4 минуты)               | Джереми Уэбб                | Ученики детско-юношеской школы Окли          | 1 октября 2011                     |
| В ТАРДИС появляется Эйнштейн со своим странным изобретением — бионической жидкостью. |                                  |                             |                                              |                                    |
| Специальный выпуск «Blue Peter» |                                  |                             |                                              |                                    |
| «На вес золота» «Good as Gold» | 1 серия (3 минуты)               | Сол Мецстин                 | Ученики начальной школы Эшден                | 24 мая 2012                        |
| В ТАРДИС забегает факелоносец с Олимпийских Игр 2012 года, а вслед за ним — плачущий ангел. |                                  |                             |                                              |                                    |
| «Жизнь Пондов» «Pond Life» | 5 миниэпизодов (всего 6 минут)   | Сол Мецстин                 | Крис Чибнелл                                 | 27—31 августа 2012 1 сентября 2012 |
| Пять специальных минивыпусков, в которых показана жизнь Эми и Рори в перерыве между приключениями. |                                  |                             |                                              |                                    |
| «Постскриптум» «P.S.» | 1 серия (5 минут)                | неизвестен                  | Крис Чибнелл                                 | 12 октября 2012                    |
| Рисованный миниэпизод, озвученный Артуром Дарвиллом, по сценарию неснятой сцены, рассказывающий о Брайане после исчезновения Пондов.                                                                                                   |                                  |                             |                                              |                                    |
| Специальный выпуск «Дети в нужде» |                                  |                             |                                              |                                    |
| «Великий сыщик» «The Great Detective» | 1 миниэпизод (3 минуты)          | Сол Мецстин                 | Стивен Моффат                                | 16 ноября 2012                     |
| Приквел к рождественскому спецвыпуску «Снеговики». Вастра, Дженни и командир Стракс пытаются убедить Доктора заняться расследованием.                                                                                                  |                                  |                             |                                              |                                    |
| «Ночь Доктора» «The Night of the Doctor» | 1 миниэпизод (7 минут)           | Джон Хэйс                   | Стивен Моффат                                | 14 ноября 2013                     |
| Приквел к серии «День Доктора». В период войны Времени Восьмой Доктор регенерирует в Доктора-воина. |                                  |                             |                                              |                                    |
| «Последний день» «The Last Day» | 1 миниэпизод (4 минуты)          | Джейми Стоун                | Стивен Моффат                                | 20 ноября 2013                     |
| Приквел к серии «День Доктора». Солдат-новобранец, глазами которого показывается действие, становится свидетелем нападения далеков. |                                  |                             |                                              |                                    |
| «(Почти) Пять Докторов: Перезагрузка» «The Five(ish) Doctors Reboot» | 1 серия (31 минута)              | Питер Дэвисон               | Питер Дэвисон                                | 23 ноября 2013                     |
| Комедийная пародия в честь 50-летнего юбилея сериала с Питером Дэвисоном, Колином Бейкером, Сильвестром Маккоем и многими другими. |                                  |                             |                                              |                                    |
| «Друг из будущего» «Friend from the Future» | 2 минуты                         | Лоуренс Гоф                 | Стивен Моффат                                | 23 апреля 2016                     |
| Доктор и Билл бегством спасаются от далеков, когда их призывают в будущее. |                                  |                             |                                              |                                    |
| Специальный выпуск «Дети в нужде» |                                  |                             |                                              |                                    |
| «Пункт назначения: Скаро» «Destination: Skaro» | 1 спецвыпуск (5 минут)           | Джейми Донохью              | Расселл Ти Дейвис                            | 17 ноября 2023                     |
| Только что регенерировавшего Четырнадцатого Доктора забрасывает на планету Скаро, где Даврос как раз демонстрирует первого далека. |                                  |                             |                                              |                                    |
| «Дорога домой» «The Way Back Home» | 1 спецвыпуск (5 минут)           | Неизвестно                  | Оливер Джефферс                              | 24 ноября 2023                     |
| Четырнадцатый Доктор приземляется на планету Сказок на ночь и читает рассказ Оливера Джефферса «Дорога домой». Доктор проводит параллели между собой и историей мальчика из книги и улетает на ТАРДИС.                                 |                                  |                             |                                              |                                    |

## Веб-эпизоды
| Название | Частей (серий)                     | Режиссёр           | Сценарист                             | Дата выхода в эфир                         |
| --- | ---------------------------------- | ------------------ | ------------------------------------- | ------------------------------------------ |
| «Смерть приходит вовремя» «Death Comes to Time» | 13 частей (всего 140 минут, аудио) | Дэн Фридмэн        | Колин Мик Нев Фаунтен                 | 13 июля 2001 (пилот) 14 февраля—3 мая 2002 |
| Доктор и его спутница Антимони прибывают на планету Сантин, туманности Орион, чтобы остановить планы могущественного генерала Танниса, убившего двух повелителей времени.                                                                                                 |                                    |                    |                                       |                                            |
| «Настоящее время» «Real Time» | 6 частей (по 12 минут)             | Гэри Расселл       | Гэри Расселл                          | 2 августа—6 сентября 2002                  |
| Две научные группы таинственно пропадают на планете Хронос. Единственная подсказка — слово "киберчеловек". |                                    |                    |                                       |                                            |
| «Шада» «Shada» | 6 частей (по 25 минут)             | Николас Пегг       | Дуглас Адамс                          | 2 мая—6 июня 2003                          |
| Ремейк одноимённой незаконченной серии с Четвёртым Доктором. Восьмой Доктор прибывает вместо Четвертого, чтобы помочь Романе и К-9 закончить работу, а именно — остановить злого Скагру.                                                                                  |                                    |                    |                                       |                                            |
| «Крик Шалки» «Scream of the Shalka» | 6 частей (по 15 минут)             | Уилсон Милам       | Пол Корнелл                           | 13 ноября—18 декабря 2003                  |
| История об альтернативном Девятом Докторе (Шалка-Доктор). Девятый Доктор (Шалка-Доктор) вынужден спасать мир и противостоять враждебной инопланетной расе Шалка. В этом ему помогут девушка по имени Элисон и Мастер-андроид, путешествующий с ним в качестве компаньона. |                                    |                    |                                       |                                            |
| «Сонтаранские колядки» «Sontaran Carols» | 1 миниэпизод (1 минута)            | неизвестен         | неизвестен                            | 21 декабря 2012                            |
| Одиннадцатый Доктор, Клара, Вастра, Дженни и рождественские песнопения в исполнении Стракса. |                                    |                    |                                       |                                            |
| «Вторжение домой» «Home Invasion» | 1 миниэпизод (3 минуты)            | Питер Джексон      | Питер Джексон Питер Капальди          | 30 ноября 2015                             |
| Питер Капальди в роли Двенадцатого Доктора пытается уговорить Питера Джексона подписать контракт с BBC. |                                    |                    |                                       |                                            |
| «Истории из ТАРДИС» «Tales of the TARDIS» | 6 эпизодов (5 минут)               | Джошуа М. Г. Томас | Расселл Ти Дейвис Пит Мактай Фил Форд | 1 ноября 2023                              |
| Спин-офф из шести частей, выпущенный специально для сервиса BBC iPlayer после запуска бренда «Whoniverse». Включает в себя повторы шести классических историй и снятые новые сцены из ТАРДИС с актёрами из данных историй.                                                |                                    |                    |                                       |                                            |

## DVD-релизы
| Название | Частей (серий)                  | Режиссёр         | Сценарист     | Дата выхода в эфир |
| --- | ------------------------------- | ---------------- | ------------- | ------------------ |
| «Гений Джин» «Gene Genius» | 3 эпизода (всего 55 минут)      | Крис Хойл        | Кит Стилс     | август 2004        |
| Бригадир приглашает Доктора и Эйс к себе на чай, но приятное времяпровождение вскоре приводит к потенциально серьёзной угрозе человечеству. |                                 |                  |               |                    |
| «Глобальный заговор» «Global Conspiracy!» | 1 эпизод (10 минут)             | Пол Ванезис      | Марк Гэтисс   | 10 апреля 2004     |
| Скетч с Марком Гэтиссом в роли репортёра, опрашивающего людей о событиях серии «Зелёная смерть». |                                 |                  |               |                    |
| «Тем временем в ТАРДИС» «Meanwhile in the TARDIS» | 2 спецвыпуска (всего 7 минут)   | Эйрос Лин        | Стивен Моффат | 8 ноября 2010      |
| Две дополнительные сцены, специально снятые для бокс-сета «Полный пятый сезон», которые показывают, что произошло между сериями в ТАРДИС. Действия первого выпуска происходят между эпизодами «Одиннадцатый час» и «Зверь внизу», второго — между эпизодами «Плоть и камень» и «Вампиры Венеции». |                                 |                  |               |                    |
| «Ночь и Доктор» «Night and the Doctor» | «Плохая ночь» «Bad Night»       | Ричард Сениор    | Стивен Моффат | 21 ноября 2011     |
| «Ночь и Доктор» «Night and the Doctor» | «Хорошая ночь» «Good Night»     | Ричард Сениор    | Стивен Моффат | 21 ноября 2011     |
| «Ночь и Доктор» «Night and the Doctor» | «Первая ночь» «First Night»     | Ричард Сениор    | Стивен Моффат | 21 ноября 2011     |
| «Ночь и Доктор» «Night and the Doctor» | «Последняя ночь» «Last Night»   | Ричард Сениор    | Стивен Моффат | 21 ноября 2011     |
| «Ночь и Доктор» «Night and the Doctor» | «Бессонная ночь» «Up All Night» | Ричард Сениор    | Стивен Моффат | 21 ноября 2011     |
| «Ночь и Доктор» «Night and the Doctor» | (всего 16 минут)                | Ричард Сениор    | Стивен Моффат | 21 ноября 2011     |
| Пять дополнительных сцен, снятые специально для бокс-сета «Полный шестой сезон». |                                 |                  |               |                    |
| «Кларенс и шептуны» «Clarence and the Whispermen» | 1 миниэпизод (2 минуты)         | Стивен Вулфенден | Стивен Моффат | 22 мая 2013        |
| Приквел к серии «Имя Доктора». Шептуны подходят к Кларенсу, который находится в тюрьме, показывая ему координаты Трензалора, куда он должен заставить прибыть Доктора. |                                 |                  |               |                    |
| «Инфорарий» «The Inforarium» | 1 миниэпизод (2 минуты)         | неизвестен       | Стивен Моффат | 24 сентября 2013   |
| Доктор стирает все свои упоминания, хранящиеся в источнике тайной информации под названием «Инфорарий». |                                 |                  |               |                    |
| «Боги дождя» «Rain Gods» | 1 миниэпизод (2 минуты)         | неизвестен       | Нил Гейман    | 24 сентября 2013   |
| Доктор и Ривер Сонг захвачены жителями планеты Богов дождя. |                                 |                  |               |                    |
| «Клара и ТАРДИС» «Clara and the TARDIS» | 1 миниэпизод (2 минуты)         | неизвестен       | Стивен Моффат | 24 сентября 2013   |
| Клара пытается поладить с ТАРДИС. |                                 |                  |               |                    |

## Приквелы
| Название | Продолжительность      | Режиссёр         | Сценарист     | Дата выхода в эфир               |
| Сезон 2 | Сезон 2                | Сезон 2          | Сезон 2       | Сезон 2                          |
| --- | ---------------------- | ---------------- | ------------- | -------------------------------- |
| «Тардисоды» «Tardisodes» | 13 эпизодов (10 минут) | Эшли Уэй         | Гарет Робертс | 1 апреля — 1 июля 2006           |
| Приквелы ко всем сериям 2-го сезона. |                        |                  |               |                                  |
| Сезон 6 |                        |                  |               |                                  |
| «Приквел к серии „Невозможный астронавт“» «The Impossible Astronaut Prequel» | 2 минуты               | неизвестен       | Стивен Моффат | 22 марта 2011                    |
| Президент Никсон получает таинственный звонок от испуганной девочки. |                        |                  |               |                                  |
| «Приквел к серии „Проклятие чёрной метки“» «The Curse of the Black Spot Prequel» | 1 минута               | неизвестен       | Стив Томпсон  | 30 апреля 2011                   |
| Капитан Эйвери ведёт бортовой журнал, рассказывая о том, как враг забирает одного за другим членов его команды. |                        |                  |               |                                  |
| «Приквел к серии „Хороший человек идёт на войну“» «A Good Man Goes to War Prequel» | 2 минуты               | Маркус Уилсон    | Стивен Моффат | 28 мая 2011                      |
| Дориум Малдовар говорит с безголовыми монахами: он знает, что они задумали, а злить Доктора опасно. |                        |                  |               |                                  |
| «Приквел к серии „Давай убьём Гитлера“» «'Let's Kill Hitler Prequel'» | 2 минуты               | Стив Хьюз        | Стивен Моффат | 15 августа 2011                  |
| Эми пытается дозвониться до Доктора и просит, чтобы он нашёл её дочь. |                        |                  |               |                                  |
| «Приквел к серии „Свадьба Ривер Сонг“» «The Wedding of River Song Prequel» | 2 минуты               | Маркус Уилсон    | Стивен Моффат | 24 сентября 2011                 |
| На Зоне 52 содержатся прислужники Тишины, а Ривер Сонг носит наглазник, идентичный тому, что у мадам Ковариан. |                        |                  |               |                                  |
| Сезон 7 |                        |                  |               |                                  |
| «Приквел к серии „Доктор, вдова и платяной шкаф“» «The Doctor, The Widow and the Wardrobe Prequel» | 2 минуты               | Маркус Уилсон    | Стивен Моффат | 6 декабря 2011                   |
| Доктор удерживает красную кнопку на космическом корабле, удерживая его от взрыва и звонит Эми в ТАРДИС, хотя знает, что не сможет до неё дозвониться. |                        |                  |               |                                  |
| «Приквел к серии „Изолятор далеков“» «Asylum of the Daleks Prequel» | 3 минуты               | Сол Мецстин      | Стивен Моффат | 2 сентября 2012                  |
| Доктор получает сообщение от таинственного, скрытого капюшоном незнакомца: с ним хочет встретиться женщина по имени Дарла фон Карлсен. |                        |                  |               |                                  |
| «Создание Стрелка» «The Making of The Gunslinger» | 2 минуты               | Нилл Гортон      | Тоби Уитхауз  | 16 сентября 2012                 |
| Приквел к серии «Город под названием Милосердие». В лаборатории калер переделывается в киборга, который позже станет известен как Стрелок. |                        |                  |               |                                  |
| «Следствие ведёт Вастра» «Vastra Investigates» | 3 минуты               | Джон Хэйс        | Стивен Моффат | 17 декабря 2012                  |
| Приквел к рождественскому спецвыпуску «Снеговики». Вастра, Дженни и Стракс завершают очередное дело. |                        |                  |               |                                  |
| «Колокола Святого Иоанна: Приквел» «The Bells of Saint John: A Prequel» | 3 минуты               | Джон Хэйс        | Стивен Моффат | 23 марта 2013                    |
| Отчаявшись найти Клару, Доктор делает перерыв на Земле. |                        |                  |               |                                  |
| «Битва в Прибежище Демонов: Два дня спустя» «The Battle of Demons Run: Two Days Later» | 3 минуты               | Маркус Уилсон    | Стивен Моффат | 25 марта 2013                    |
| Сиквел к серии «Хороший человек идёт на войну» и приквел к рождественскому спецвыпуску «Снеговики». Мадам Вастра и Дженни убеждают Стракса присоединиться к ним в Лондоне XIX века.                                                                                           |                        |                  |               |                                  |
| «Полевой отчёт Стракса: Трафальгарская площадь» «Strax Field Report: Trafalgar Square» | 1 минута               | неизвестен       | Стивен Моффат | 9 апреля 2013                    |
| Приквел к серии «День Доктора». Стракс докладывает о том, что Доктор был замечен на Трафальгарской площади. |                        |                  |               |                                  |
| «Она сказала, он сказал» «She Said, He Said» | 3,5 минуты             | Сол Мецстин      | Стивен Моффат | 11 мая 2013                      |
| Приквел к серии «Имя Доктора». Снятый в стиле, подобном сну, в старом пыльном музее, возможно находящемся внутри ТАРДИС Доктора, приквел представляет Доктора и Клару Освальд, говорящих прямо в камеру, когда они задумываются о том, насколько мало они знают друг о друге. |                        |                  |               |                                  |
| «Полевой отчёт Стракса: Имя Доктора» «Strax Field Report: The Name of the Doctor» | 1 минута               | неизвестен       | Стивен Моффат | 16 мая 2013                      |
| Приквел к серии «Имя Доктора». Стракс сообщает о предстоящей задаче, в ходе которой откроется величайший секрет Доктора. |                        |                  |               |                                  |
| «Полевой отчёт Стракса: Славный день» «Strax Field Report: A Glorious Day» | 1 минута               | неизвестен       | Стивен Моффат | 18 мая 2013                      |
| Приквел к серии «Имя Доктора». Стракс ощущает, что приближается славный день битвы, и Доктор и Клара могут быть в опасности. |                        |                  |               |                                  |
| «Полевой отчёт Стракса: Величайшая тайна Доктора» «'Strax Field Report: The Doctor's Greatest Secret'» | 1 минута               | неизвестен       | Стивен Моффат | 24 мая 2013                      |
| Сиквел к серии «Имя Доктора» и приквел к серии «День Доктора». Величайшая тайна Доктора раскрыта: существует ещё одна его инкарнация, о которой он предпочитает не вспоминать.                                                                                                |                        |                  |               |                                  |
| Специальные выпуски (2013) |                        |                  |               |                                  |
| «Полевой отчёт Стракса: Зайгоны» «Strax Field Report: The Zygons» | 1 минута               | неизвестен       | неизвестен    | 7 ноября 2013                    |
| Приквел к серии «День Доктора». Стракс отмечает, что зайгоны вновь пытаются захватить Землю. |                        |                  |               |                                  |
| «Полевой отчёт Стракса: Королева Елизавета» «Strax Field Report: Queen Elizabeth» | 1 минута               | неизвестен       | неизвестен    | 17 ноября 2013                   |
| Приквел к серии «День Доктора». Стракс снимает отчёт о королеве Елизавете, с которой Доктору предстоит встретиться в будущих путешествиях. |                        |                  |               |                                  |
| «Полевой отчёт Стракса: Доктора» «Strax Field Report: The Doctors» | 5 минут                | неизвестен       | неизвестен    | 19 декабря 2013                  |
| Приквел к серии «Время Доктора». Стракс рассуждает обо всех воплощениях Доктора. |                        |                  |               |                                  |
| «Полевой отчёт Стракса: Сонтаранское Рождество» «'Strax Field Report: A Sontaran's View of Christmas'» | 1 минута               | неизвестен       | неизвестен    | 22 декабря 2013                  |
| Приквел к серии «Время Доктора». Стракс рассказывает о такой человеческой традиции, как Рождество. |                        |                  |               |                                  |
| «Полевой отчёт Стракса: Доктор регенерировал!» «Strax Field Report: The Doctor Has Regenerated!» | 1 минута               | неизвестен       | неизвестен    | 25 декабря 2013                  |
| Сиквел к серии «Время Доктора». Стракс сообщает, что Доктору снова удалось спасти Вселенную, но дорогой ценой. |                        |                  |               |                                  |
| Сезон 8 |                        |                  |               |                                  |
| «Приквел к серии „Глубокий вдох“» «Deep Breath» | 6 минут                | неизвестен       | неизвестен    | 23 августа 2014 (в кинотеатрах)  |
| Дженни и Вастра находятся на терпящем крушение космическом корабле, падающем на Землю, и пытаются спасти его. Стракс же тем временем снимает репортаж об инкарнациях Доктора как важную информацию, чтобы отправить её на свою планету.                                       |                        |                  |               |                                  |
| Сезон 9 |                        |                  |               |                                  |
| «Пролог к серии „Ученик волшебника“» «Prologue» | 2 минуты               | Хетти Макдональд | Стивен Моффат | 11 сентября 2015                 |
| Доктор вновь оказывается на Карне и просит Сестёр передать его последнюю волю старому другу, а также присмотреть за Вселенной, когда его не будет. |                        |                  |               |                                  |
| «Медитация Доктора» «'The Doctor's Meditation'» | 6 минут                | Эд Базалджетт    | Стивен Моффат | 15 сентября 2015 (в кинотеатрах) |
| Приквел к серии «Ученик волшебника». Доктору предстоит отправиться на свою последнюю битву, однако он оттягивает этот момент, пребывая в Англии XII века. |                        |                  |               |                                  |

## Видеоигры

### The Adventure Games (1 сезон)
7 апреля 2010 года было объявлено, что будут выпущены четыре интерактивных эпизода «The Adventure Games», которые будут бесплатными для жителей Великобритании. Игры разрабатывает компания Sumo Digital, актёры сериала занимаются озвучкой. После выпуска третьей игры было объявлено, что BBC продлила выпуск серии на второй сезон, который вышел в 2011 году.
| № | Название выпуска                                   | Сценарист    | Дата выхода                                  | Страница выпуска                                                                  |
| - | -------------------------------------------------- | ------------ | -------------------------------------------- | --------------------------------------------------------------------------------- |
|   |                                                    |              |                                              |                                                                                   |
| 1 | «Город далеков» «City of the Daleks»               | Фил Форд     | 5 июня 2010 (Windows) 15 июня 2010 (Mac OS)  | City of the Daleks Архивная копия от 1 июня 2010 на Wayback Machine               |
|   |                                                    |              |                                              |                                                                                   |
| 2 | «Кровь киберлюдей» «Blood of the Cybermen»         | Фил Форд     | 26 июня 2010 (Windows) 30 июня 2010 (Mac OS) | Blood of the Cybermen Архивная копия от 25 июня 2010 на Wayback Machine           |
|   |                                                    |              |                                              |                                                                                   |
| 3 | «ТАРДИС» «TARDIS»                                  | Джеймс Морэн | 27 августа 2010                              | TARDIS Архивная копия от 28 августа 2010 на Wayback Machine                       |
|   |                                                    |              |                                              |                                                                                   |
| 4 | «Тени Вашты Нерады» «Shadows of the Vashta Nerada» | Фил Форд     | 22 декабря 2010                              | Shadows of the Vashta Nerada Архивная копия от 24 декабря 2010 на Wayback Machine |

### The Adventure Games (2 сезон)
| № | Название выпуска                         | Сценарист | Дата выхода     | Страница выпуска                                                       |
| - | ---------------------------------------- | --------- | --------------- | ---------------------------------------------------------------------- |
|   |                                          |           |                 |                                                                        |
| 1 | «Пороховой заговор» «The Gunpowder Plot» | Фил Форд  | 31 октября 2011 | The Gunpowder Plot Архивная копия от 26 апреля 2012 на Wayback Machine |